# Universal Windows Platform
Pour les articles homonymes, voir UWP.
Chronologie des versions
Windows Runtime
Universal Windows Platform (abr. UWP) ou plateforme d'application universelle Windows est une architecture homogène créée par Microsoft et introduite pour la première fois dans Windows 10. L'objectif de cette plateforme logicielle est d'aider à développer des applications universelles qui fonctionnent sous Windows 10, Windows 10 Mobile, Xbox One et Hololens sans qu'il y ait le besoin de réécrire un nouveau code source pour chacun de ces systèmes. Il prend en charge le développement d'applications Windows en utilisant C++, C#, VB.NET et XAML. L'API est implémentée en C++ et prise en charge en C++, VB.NET, C#, F# et JavaScript. Conçu comme une extension de la plate-forme Windows Runtime introduite pour la première fois dans Windows Server 2012 et Windows 8, UWP permet aux développeurs de créer des applications susceptibles d'être exécutées sur plusieurs types de périphériques.